# کارمو دو کاجورو
کارمو دو کاجورو (به پرتغالی: Carmo do Cajuru) یک منطقهٔ مسکونی در برزیل است که در میناز ژرایس واقع شده‌است. کارمو دو کاجورو ۴۵۵٬۰۰۵ کیلومتر مربع مساحت و ۲۲٬۶۹۳ نفر جمعیت دارد و ۷۰۶٬۰۰ متر بالاتر از سطح دریا واقع شده‌است.